# Podžeplje
Podžeplje är ett samhälle i Bosnien och Hercegovina.   Det ligger i entiteten Republika Srpska, i den östra delen av landet, 60 km öster om huvudstaden Sarajevo. Podžeplje ligger 928 meter över havet och antalet invånare är 103.
Terrängen runt Podžeplje är huvudsakligen kuperad, men åt nordost är den bergig. Närmaste större samhälle är Milići, 14,2 km norr om Podžeplje. 
Omgivningarna runt Podžeplje är en mosaik av jordbruksmark och naturlig växtlighet. Runt Podžeplje är det ganska tätbefolkat, med 67 invånare per kvadratkilometer.